# Sankt Povls Sogn
Sankt Povls Sogn er et sogn i Slagelse-Skælskør Provsti (Roskilde Stift).
I 1800-tallet var Tårnborg Sogn anneks til Sankt Povls Sogn i Korsør Købstad, der kun geografisk hørte til Slagelse Herred i Sorø Amt. Ved kommunalreformen i 1970 blev Korsør Købstad kernen i Korsør Kommune, der ved strukturreformen i 2007 indgik i Slagelse Kommune.
I Sankt Povls Sogn ligger Sankt Povls Kirke. Halskov Kirke blev indviet i 1968, hvorefter Halskov Sogn blev udskilt fra Sankt Povls Sogn.
I sognet findes følgende autoriserede stednavne:
- Korsør (købstad, stationsby)
- Sprogø (areal, ejerlav)